# East to West
"East to West" é uma canção gravada pela banda Casting Crowns.
É o primeiro single do terceiro álbum de estúdio lançado a 28 de agosto de 2007, The Altar and the Door.

## Prémios
Em 2008, a canção ganhou dois Dove Awards, um na categoria "Song of the Year" e "Pop/Contemporary Recorded Song of the Year". Foi nomeado ainda para os Grammy Awards na categoria "Best Gospel Performance".

## Desempenho nas paradas musicais
| Parada musical (2007)            | Posição |
| -------------------------------- | ------- |
| Estados Unidos - Christian Songs | 1       |